# Đồng bằng Đông Âu

Đồng bằng Đông Âu

Đồng bằng Đông Âu (cũng gọi là đồng bằng Nga) bao gồm các lưu vực sông tại Đông Âu. Cùng với đồng bằng Bắc Âu, nó tạo thành nên đồng bằng châu Âu. Đây là phần cảnh quan phi đồi núi lớn nhất châu Âu.
Đồng bằng trải rộng khoảng 4.000.000 kilômét vuông (1.544.408,6 dặm vuông Anh) và có độ cao trung bình là 170 mét (557,7 ft). Điểm cao nhất của đồng bằng nằm tại Vùng đồi Valdai với cao độ 346,9 mét (1.138,1 ft).

## Ranh giới
Đồng bằng giáp với biển Trắng và biển Barents ở phía Bắc, dãy núi Ural, sông Ural và biển Caspia ở phía Đông, dãy núi Kavkaz và biển Đen ở phía nam, dãy núi Karpat và các dãy núi khác của Ba Lan ở phía Tây.

## Quốc gia
(xem bản đồ)
- Nga (phần châu Âu trừ một phần nhỏ phía tây bắc và một phần nhỏ phía nam giáp với vùng Bắc Kavkaz)
- Estonia
- Latvia
- Litva
- Belarus
- Ukraina (trừ một phần nhỏ phía tây và phần phía nam bán đảo Krym)
- Ba Lan (phần phía đông)
- Moldova
- Kazakhstan (phần châu Âu)

## Phân vùng
Đồng bằng bao gồm một số phân vùng riêng biệt:
- Vùng đồi Valdai
- Vùng cao Trung Nga
- Vùng cao Volga
- Bồn địa Sông Dnepr
- Vùng đất thấp Biển Đen
- Vùng đất thấp Biển Caspia

## Địa hình
Các địa hình chính của đồng bằng Đông Âu
Danh sách này không đầy đủ, bạn cũng có thể giúp mở rộng danh sách.
- Dãy Timan
- Vùng đất thấp Bắc Nga
- Dãy Phương Bắc
- Vùng cao Baltic
- Vùng đồi Valdai
- Vùng cao Moskva
- Vùng cao Trung Nga
- Dãy Smolensk-Moskva
- Dãy Belarusia
- Vùng cao Volga
- Polesie
- Vùng cao Volhynia
- Vùng cao Podolia
- Vùng lõm Caspi
- Vùng lõm Kuma-Manych
- Vùng lõm Mari
- Vùng cao Bugulma-Belebey
- Obshchy Syrt
- Vyatskie Uvaly

## Sông lớn
- Sông Volga
- Sông Ural
- Sông Vistula
- Sông Dnieper
- Sông Đông
- Sông Pechora
- Sông Kama
- Sông Oka
- Sông Belaya
- Sông Daugava
- Sông Neman
- Sông Pregolya
- Sông Danube
- Sông Raino